# Ichthyoxenus africana
Ichthyoxenus africana är en kräftdjursart som först beskrevs av Roger J. Lincoln 1972.  Ichthyoxenus africana ingår i släktet Ichthyoxenus och familjen Cymothoidae. Inga underarter finns listade i Catalogue of Life.